# Taude
La Taude est une rivière française qui coule dans les départements de la Mayenne et de la Sarthe. C'est un affluent de la Sarthe en rive droite, donc un sous-affluent de la Loire par la Sarthe et la Maine. Historiquement la Taude marque la frontière entre le Maine et l'Anjou, ce qui situait le village de Souvigné-sur-Sarthe en pays angevin.

## Géographie
La Taude prend sa source à deux kilomètres au sud de Saint-Charles-la-Forêt, petite localité du département de la Mayenne située à 20 kilomètres au nord-ouest de la ville du Sablé-sur-Sarthe. Son cours a globalement une orientation nord-ouest/sud-est. Elle se jette dans la Sarthe (rive droite) à Souvigné-sur-Sarthe dans le département de la Sarthe, un peu en aval de Sablé-sur-Sarthe.
Sa longueur totale est de 22,4 kilomètres.

## Communes traversées
La Taude traverse ou longe d'amont en aval les communes suivantes :
- Département de la Mayenne : Saint-Charles-la-Forêt, Longuefuye, Grez-en-Bouère, Bouère, Saint-Brice.
- Département de la Sarthe : Souvigné-sur-Sarthe et Sablé-sur-Sarthe.

## Hydrologie
Le débit de la Taude a été observé sur une période de 27 ans (1981-2008), à Saint-Brice, localité du département de la Mayenne située peu avant son confluent avec la Sarthe. Le bassin versant de la rivière y est de 48 km2 (soit la presque totalité de celui-ci).
Le module de la rivière à Saint-Brice est de 0,277 m3/s.
La Taude présente des fluctuations saisonnières de débit fort marquées, comme très souvent dans le bassin de la Loire, avec des hautes eaux d'hiver-printemps portant le débit mensuel moyen à un niveau situé entre 0,445 et 0,738 m3/s, de décembre à mars inclus (avec un maximum très net en janvier), et des basses eaux d'été, de juin à octobre inclus, avec une baisse du débit moyen mensuel jusqu'à 0,051 m3/s au mois d'août. Mais ces moyennes mensuelles ne sont que des moyennes et cachent des fluctuations bien plus prononcées sur de courtes périodes.
Aux étiages, le VCN3 peut chuter jusque 0,007 m3/s, soit sept litres par seconde ce qui peut être considéré comme assez sévère, mais correspond à ce que l'on trouve parmi les autres cours d'eau de la région.
Les crues peuvent être assez importantes compte tenu de la petitesse de la rivière et de son bassin. Ainsi le débit instantané maximal enregistré a été de 11,8 m3/s le 14 mars 2001, tandis que la valeur journalière maximale était de 7,86 m3/s le 28 décembre 1999. Les QIX 2 et QIX 5 valent respectivement 5,0 et 7,9 m3/s. Le QIX 10 est de 9,9 m3/s, le QIX 20 de 12 m3/s et le QIX 50 de 14 m3/s. On constate ainsi que les crues de mars 2001 étaient d'ordre vicennal, et donc destinées à se répéter au moins tous les vingt ans en moyenne.
La Taude n'est pas une rivière très abondante. La lame d'eau écoulée dans son bassin versant est de 183 millimètres annuellement, ce qui est largement inférieur à la moyenne d'ensemble de la France (320 millimètres), ainsi qu'à la moyenne de la totalité du bassin de la Sarthe (203 millimètres). Le débit spécifique (ou Qsp) atteint 5,8 litres par seconde et par kilomètre carré de bassin.